# Jessica Martínez Villagra
Jessica Martínez Villagra   (Itauguá, 14 de juny de 1999), més coneguda com a Pirayú Martínez, és una futbolista paraguaiana que juga com a davantera al FC Llevant Les Planes de la Lliga F i a la selecció femenina del Paraguai.
Martínez ha representat el Paraguai en dues edicions del Campionat de futbol femení sub-17 sud-americà (2013 i 2016), en dues edicions de la Copa del Món Femenina Sub-17 de la FIFA (2014 i 2016), en tres edicions del campionat femení sub-20 sud-americà (2014, 2015 i 2018) i en dues edicions de la Copa del Món Femenina Sub-20 de la FIFA (2014 i 2018). Ha marcat cinc gols a la Copa Amèrica Femenina (tres en l'edició del 2014 i dos en l'edició del 2018).